# Whitehorse-Porter-Creek-Ouest
Pour les articles homonymes, voir Whitehorse.
Circonscription électorale territoriale du Canada
Whitehorse-Porter-Creek-Ouest est une ancienne circonscription électorale territoriale du Yukon au (Canada). Au service de la ville de Whitehorse, la circonscription a élu un député de l'Assemblée législative du Yukon de 1978 à 1992.

## Liste des députés
|  | 1978 (en) - 1982 | Doug Graham                     | Progressiste-conservateur       |
|  | 1982 - 1985      | Andy Philipsen (en)             | Progressiste-conservateur       |
|  | 1985             | Andy Philipsen (en)             | Progressiste-conservateur       |
|  | 1985–1986        | vacant (décès d'Andy Philipsen) | vacant (décès d'Andy Philipsen) |
|  | 1986¹ - 1989     | Alan Nordling (en)              | Progressiste-conservateur       |
|  | 1989 - 1992      | Alan Nordling (en)              | Progressiste-conservateur       |

- ¹   = Élections partielles